# Eagle MkIII
El Eagle MkIII es un sport prototipo construido por All American Racers en 1991. El coche compitió en el Campeonato IMSA GT en la clase GTP entre 1991 y 1993. El Eagle MkIII ganó 21 de los 27 carreras en el que participó en la categoría y logró dos campeonato de pilotos con Juan Manuel Fangio II en 1992 y 1993, así como el campeonato de constructores en dicho años
El auto está considerado uno de los diseños más exitosos y tecnológicamente avanzados de la época IMSA GTP - "un coche que resultó ser tan abrumadoramente dominante que la clase para la que fue creado ahora se ha sido asignado a la historia", de acuerdo con la revista RACER.